# Eurocopter X³
El Eurocopter X³ (X-Cubed) és un girodí d'alta velocitat desenvolupat per Airbus Helicopters (anteriorment Eurocopter). Es tracta d'una plataforma de demostració de tecnologies per a un «helicòpter híbrid d'alta velocitat i llarg abast» (H³). L'X³ assolí una velocitat de 255 nusos (472 km/h) en vol horitzontal el 7 de juny del 2013, xifra que representava un record oficiós de velocitat en helicòpter. El juny del 2014 fou portat a un museu d'aviació francès.